# Бердское шоссе
Бе́рдское шоссе — улица Новосибирска (Советский район) и автодорога в Новосибирской области, часть федеральной трассы Чуйский тракт. 
Начинается от Старого шоссе в районе железнодорожной станции Юность, заканчивается развилкой Первомайской и Вокзальной улиц Бердска. Основная транспортная магистраль, связывающая Новосибирск с Академгородком. Пролегает по правобережью реки Оби. 
Согласно исследованию  «Яндекса», проведённому в 2017 году, Бердское шоссе является третьей по протяжённости улицей в России.

## История
При создании водохранилища Обское море (1957—1959) шоссе частично было проложено по новому маршруту. Часть старой дороги стала улицей Бердский тупик, также её участки можно видеть на острове Тань-Вань.

## Легенда маршрута

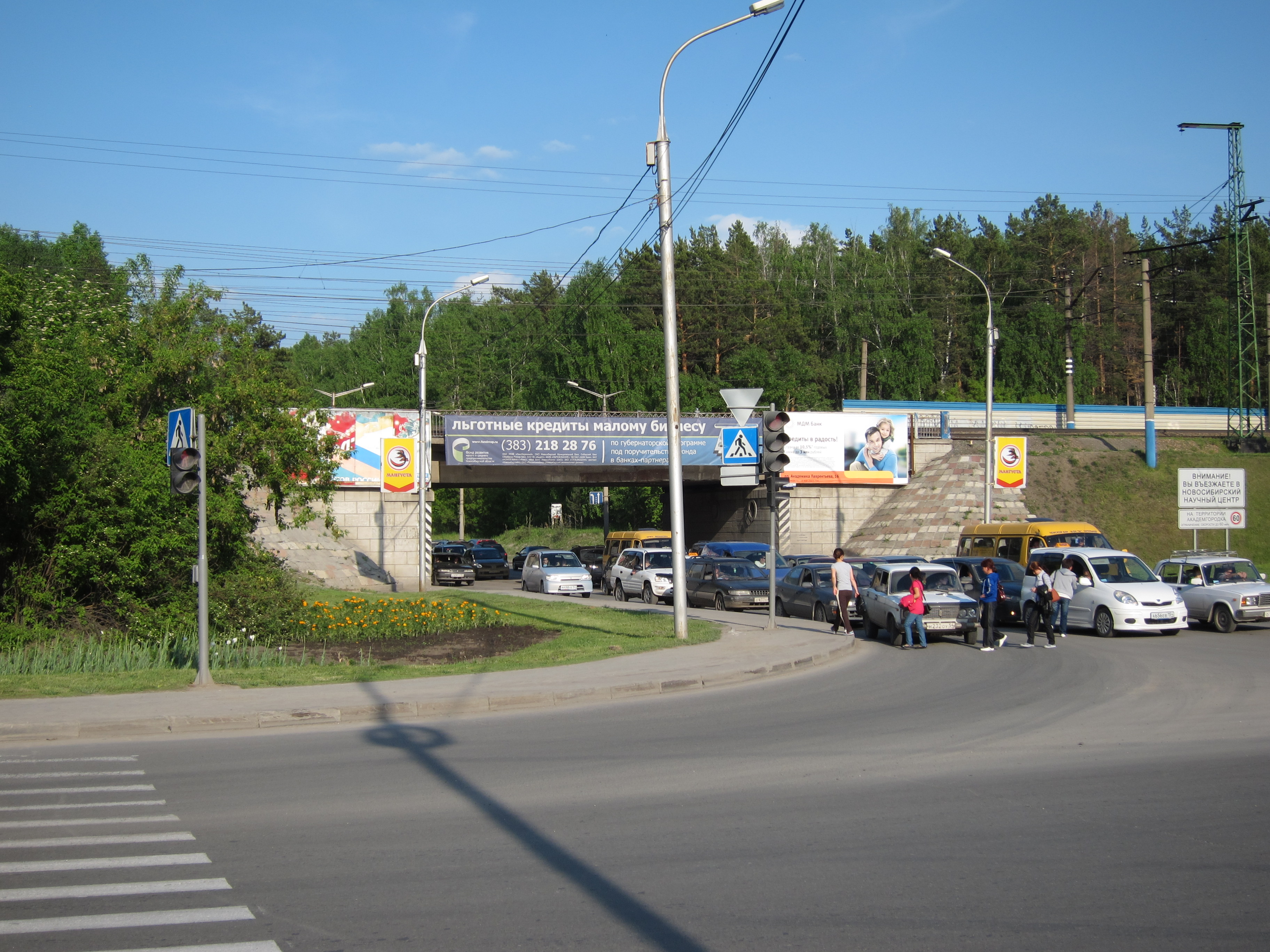
Поворот с Бердского шоссе на проспект Строителей. Въезд в Академгородок

Новосибирск
Нижняя Ельцовка
 Новосибирский музей железнодорожной техники  
 Музей автостарины
Микрорайон «Щ»
Микрорайон «Д»
 проспект Строителей (въезд в Академгородок), Балтийская улица (проезд на дамбу Новосибирской ГЭС)
Правые Чёмы
 поворот на Русскую улицу (проезд на дамбу Новосибирской плотины)
 поворот на Университетский проспект (въезд в Академгородок)
 поворот на Морской проспект (въезд в Академгородок)
Посёлок Кирово
Посёлок Новый
Посёлок Речкуновка
 река Бердь
Бердск

## Достопримечательности

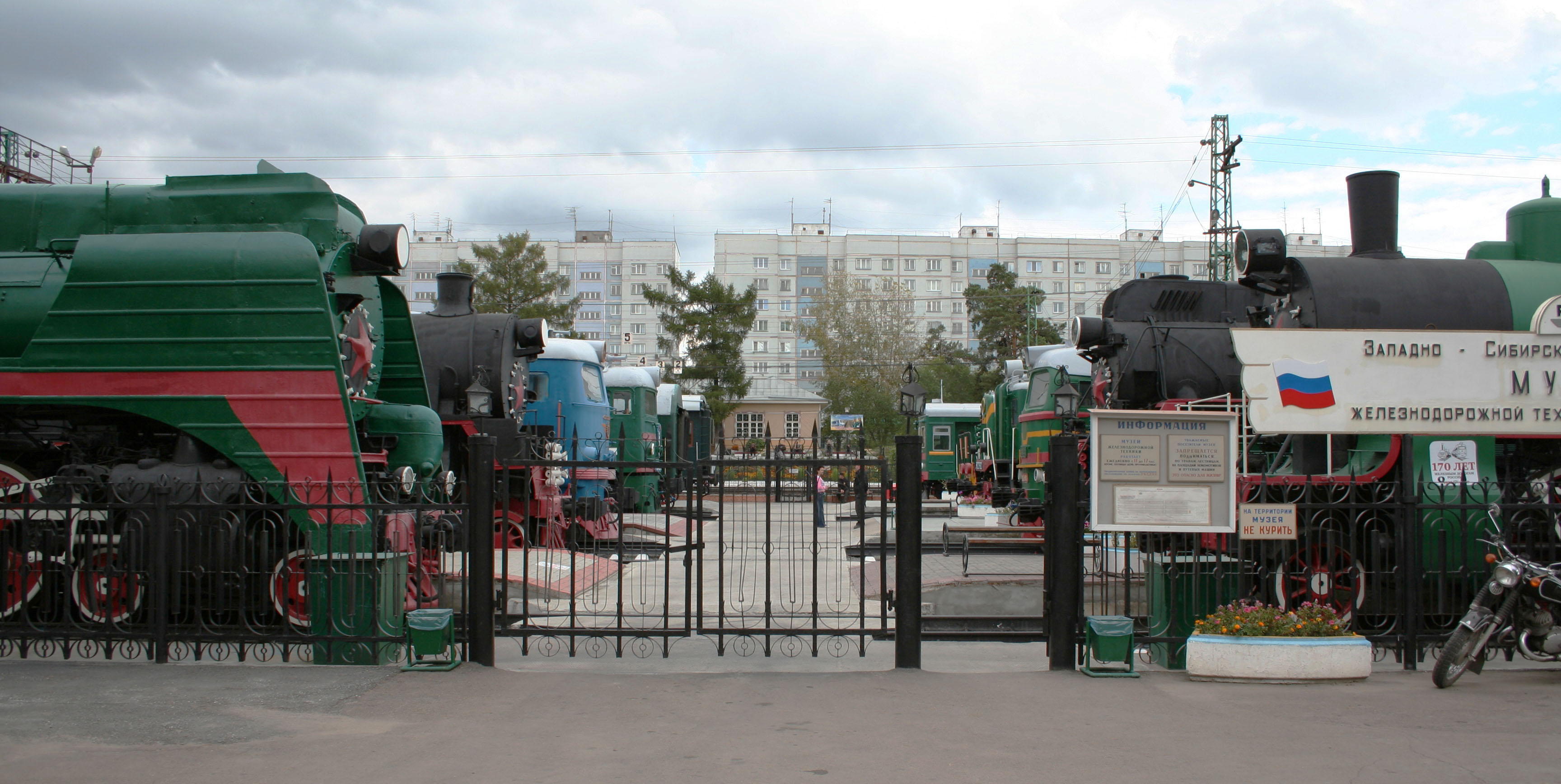
Новосибирский музей железнодорожной техники. Вход с Бердского шоссе

- д. 67 — бывшая железнодорожная казарма (1912—1915)
- д. 133 — Музей автостарины
- Новосибирский музей железнодорожной техники